# ハンス・フォン・ザルムート

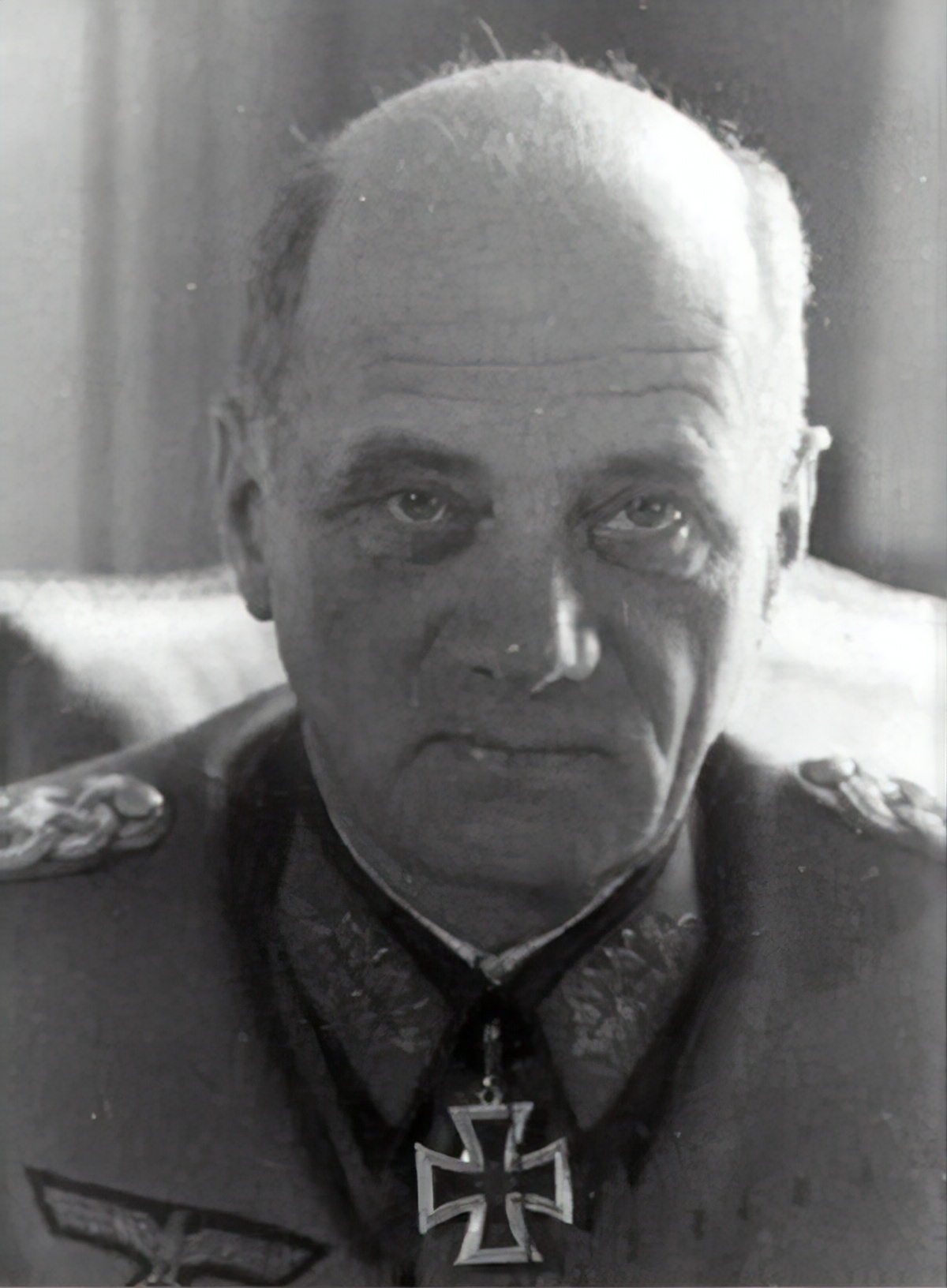
ハンス・フォン・ザルムート

ハンス・エーベルハルト・クルト・フォン・ザルムート（Hans Eberhard Kurt von Salmuth，1888年11月29日 – 1962年1月1日）は、ドイツの陸軍軍人。最終階級は陸軍上級大将。ニュルンベルク継続裁判の一つである国防軍最高司令部裁判で懲役20年の判決を受けた。

## 経歴
当時ドイツ帝国領だったメッツに生まれる。1907年9月に陸軍に入営し、第3近衛擲弾兵連隊に配属される。第一次世界大戦では西部戦線、ついで東部戦線に従軍し、鉄十字章を受章。終戦時は大尉だった。ヴァイマル共和国軍に採用され、1928年に少佐に昇進し第1歩兵師団参謀。1934年5月に大佐に昇進し、1937年8月に少将に昇進した。
1939年8月に中将に昇進。直後に勃発した第二次世界大戦では、北方軍集団参謀長としてポーランド侵攻に従軍。翌年の西方作戦ではB軍集団参謀長を務める。この作戦で騎士鉄十字章を受章。1940年8月に歩兵大将に昇進し、1941年5月に第XXX軍団司令官に任命された。独ソ戦の最中の1942年4月に第17軍司令官に転じ、ついで第2軍、第4軍司令官を務め、1943年6月に再び第17軍司令官に就任した。1943年1月に上級大将に昇進。同年8月に西部戦線の第15軍司令官に転じた。1944年6月に連合軍がノルマンディに上陸し、8月に戦線を突破されると、アドルフ・ヒトラーはザルムートを更迭した。以後司令官職に就くことは無かった。
敗戦後の1945年7月にアメリカ軍に逮捕され、国防軍最高司令部裁判で戦時中の戦争犯罪の容疑で起訴された。罪状はソ連でのパルチザン掃討命令であり、1948年10月に懲役20年の判決を受けた。しかし1953年にはランツベルク刑務所を出所した。ハイデルベルクで死去。